# Vittorio Grigolo
Vittorio Grigolo (ur. 19 lutego 1977 w Arezzo) – włoski tenor.
Śpiewa od 4. roku życia, jest wychowankiem Kapeli Sykstyńskiej, w której był solistą. W wieku 13 lat debiutował na scenie w Tosce Pucciniego u boku Luciana Pavarottiego, a w wieku 18 lat dołączył do zespołu Opery Wiedeńskiej. Mając 23 lata wystąpił na scenie La Scala w Mediolanie.